# Кузнецова, Светлана Николаевна (баскетболистка)
Светла́на Никола́евна Кузнецо́ва (род. 10 января 1965, Москва, СССР) — советская и российская баскетболистка.

## Биография
Родилась в Москве в 1965 году. Обладая ростом 185 см, выступала за ЖБК ЦСКА на позиции форварда.
В начале 1990-х уехала в Италию. Выступала за команды «Трогилос» (Приоло), «Гемеаз» (Милан), «Виктор» (Бари), «Ахена» (Чезена), «Карипарма» (Парма), «Пул Коменсе» (Комо), «Фамила» (Скио), «ЦУС» (Кьети), «Маверин» (Парма), «Виртус» (Витербо) и «Эйрин» (Рагуза).
Мастер спорта международного класса.
С августа 2020 года член Исполнительного комитета Российской федерации баскетбола и Контрольно-ревизионной комиссии РФБ.

## Достижения
- Чемпионка Европы 1989
- Серебряный призёр ЧМ 1986
- Обладатель Кубка Ронкетти 1988/1989, финалист 1996/1997.
- Чемпионка СССР 1989

## Семья
Муж — итальянец, растят дочь.